# Viola diffusa
Viola diffusa är en violväxtart. Viola diffusa ingår i släktet violer, och familjen violväxter.

## Underarter
Arten delas in i följande underarter:
- V. d. apoensis
- V. d. diffusa

## Bildgalleri

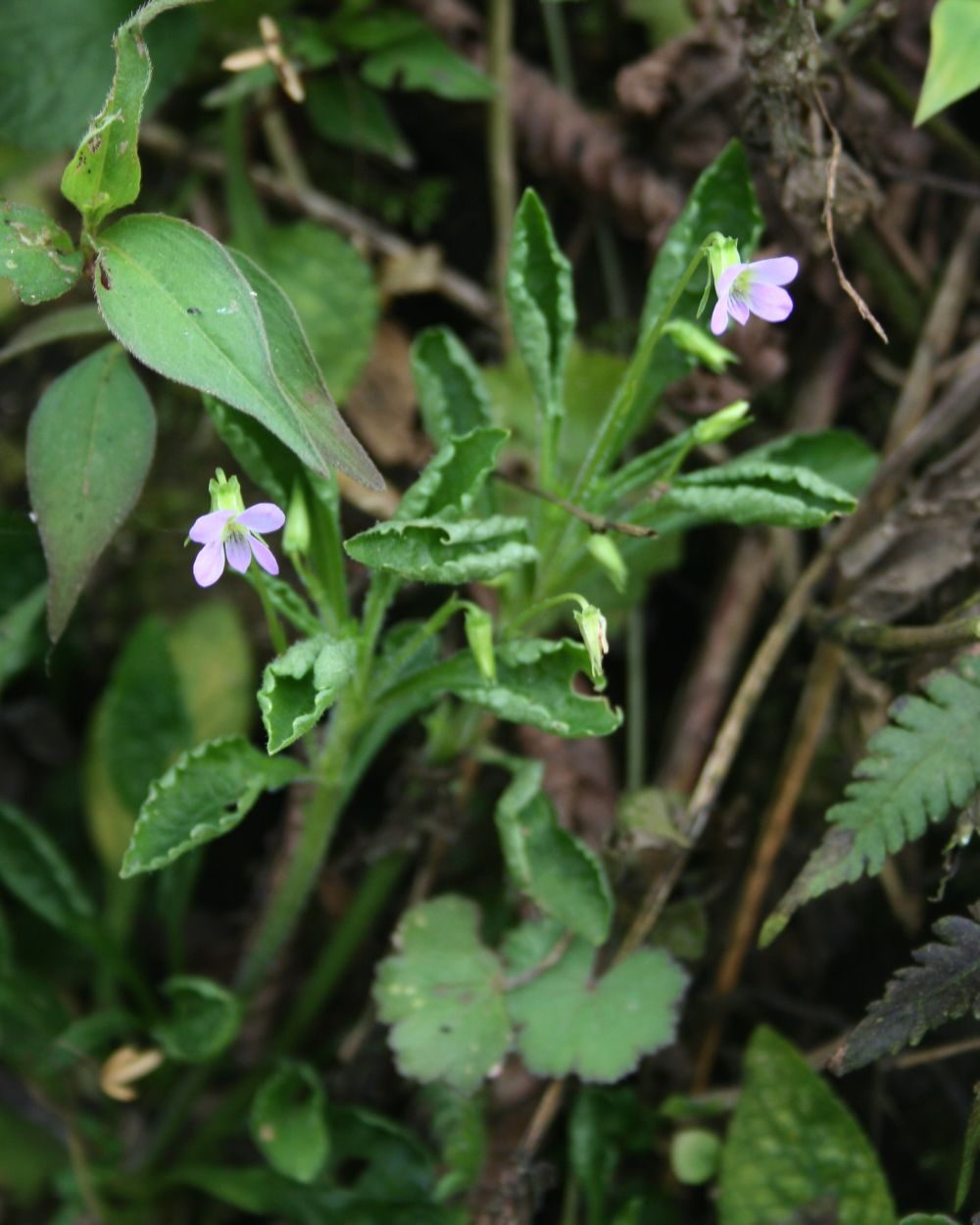
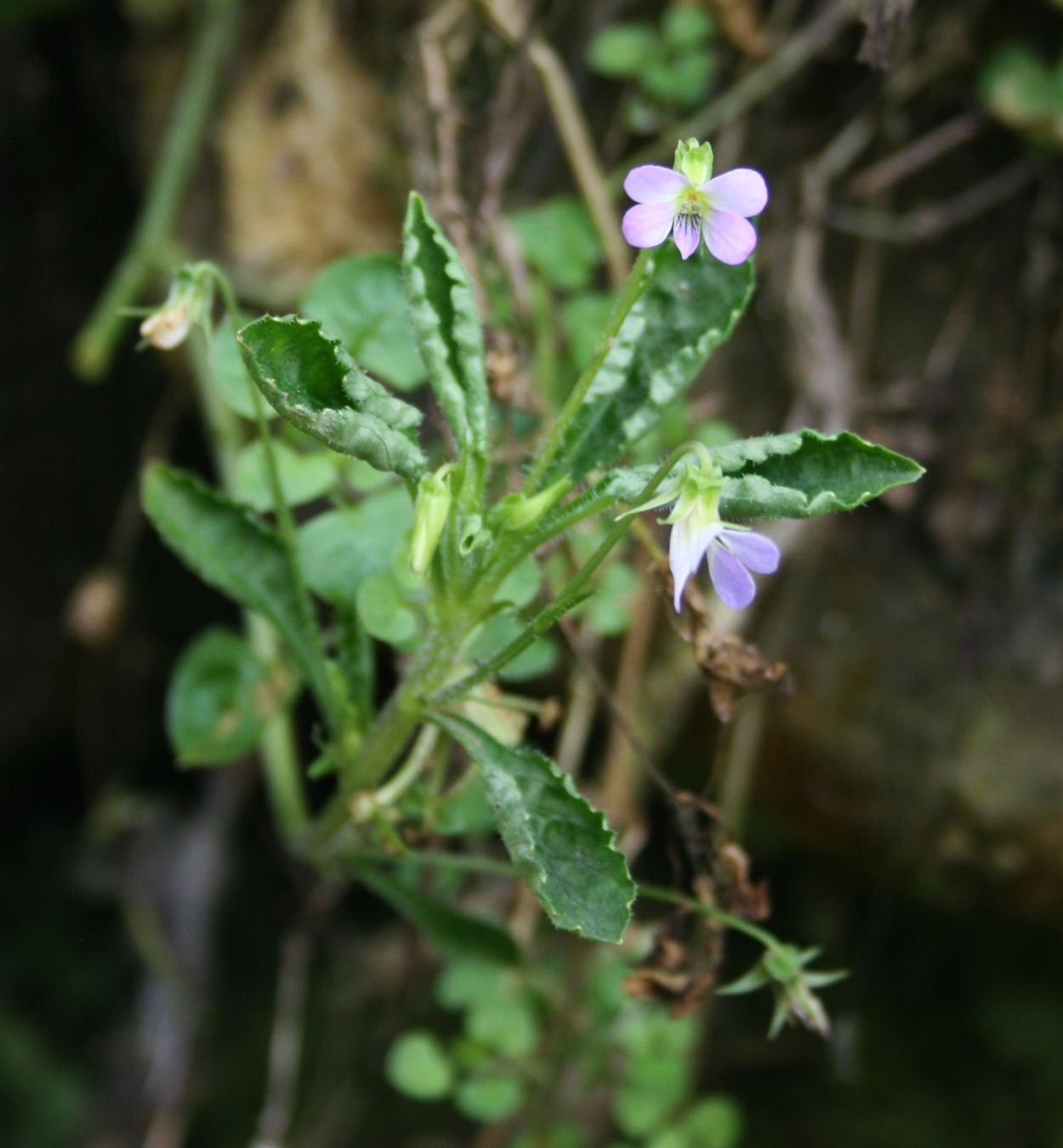
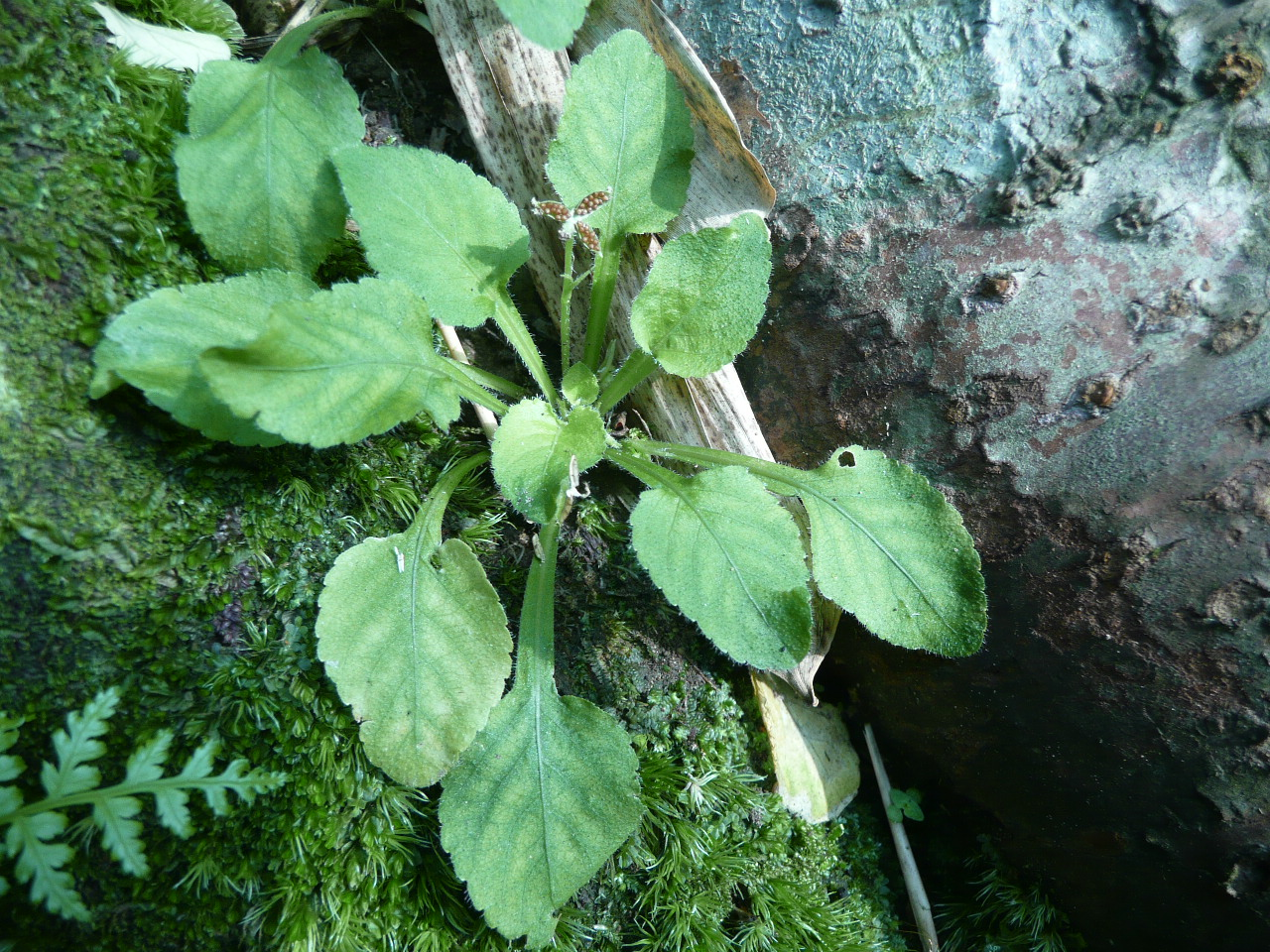